# アイドルマスター ミリオンライブ! Blooming Clover
『アイドルマスター ミリオンライブ! Blooming Clover』（アイドルマスター ミリオンライブ ブルーミング クローバー）（THE IDOLM@STER MILLION LIVE! Blooming Clover）は、メディアミックス『アイドルマスター ミリオンライブ!』の漫画化作品。KADOKAWA・アスキー・メディアワークスの雑誌『電撃マオウ』に2017年4月号に第0話が掲載され、2017年5月号から2023年12月号まで連載。作者は稲山覚也、原作はバンダイナムコエンターテインメント。
公式の略称は「ミリオンBC」。
「ミリオンBC」のサイドストーリーを描いた『アイドルマスター ミリオンライブ！ Blooming Clover [encore]』が、『電撃マオウ』2024年2月号から同年12月号まで連載。漫画は稲山覚也、原作はバンダイナムコエンターテインメント。

## 概要
2016年11月20日に開催された『THE IDOLM@STER MillionRADIO』の公開録音イベント「THE IDOLM@STER MILLION RADIO! SPECIAL PARTY 03 〜Dreaming! for the NEXT!〜」にて、同じアイドルマスターシリーズの漫画作品『ぷちます!』などが連載されている『電撃マオウ』における新たなコミカライズが2017年春より開始されることが告知された。
2017年2月27日発売の『電撃マオウ』2017年4月号に予告編(第0話)が掲載され、同年3月27日発売の2017年5月号より正式に連載が開始されている。
設定は『ミリオンライブ!』の基本的設定を踏襲しながらも、ソーシャルゲーム『アイドルマスター ミリオンライブ!』やその他媒体とは異なるパラレルワールドとなっているが、連載開始後の2017年6月29日にサービスを開始したゲーム『アイドルマスター ミリオンライブ! シアターデイズ』とは、『シアターデイズ』が初出であるキャラクターの白石紬・桜守歌織・青羽美咲が作中に登場するなど、特に多くの設定が共通している。

## ストーリー
矢吹可奈・北沢志保・箱崎星梨花・高坂海美の4人からなるユニット「Clover」を中心に物語が展開されるが、数多くのアイドルが登場する群像劇となっている。

### 予告編・1巻
1万人以上の観客を集めたアリーナライブを成功させ、世間でも大きな知名度を集めるアイドルユニット「765PRO ALLSTARS」を擁する765プロダクションは、新たなプロジェクトとして新人アイドルの募集を発表。オーディション合格やスカウトなどによって集った36名のアイドルは、活動拠点となる765プロライブ劇場にてデビュー前に開かれた親睦会の場で顔を合わせることになる。多くの新人アイドルが期待に胸を膨らませ笑顔を見せる中、新人の一人である北沢志保は同期の全員をライバルと見做し、「誰にも負けたくない」との一心で全く笑顔を見せなかった。かくして、新人アイドルによって構成されるグループ「ミリオンスターズ」の活動が開始されることとなる。
親睦会から遅れること1ヶ月、「ミリオンスターズ」に矢吹可奈が新たに合流する。彼女は、音程やリズムなどの歌唱技術は「筆舌に尽くしがたい」と語られるほどの発展途上ぶりでありながら、その歌を聞いた者を笑顔にするという不思議な歌声を持った14歳の少女であった。初対面の場でも自己紹介と称して歌を歌い、多くのアイドルから好評を貰う一方で、志保は可奈に対し「アイドルなのにあんな実力で笑っている その神経が私には理解できません」と突き放す。その様子を見たプロデューサーは、志保を可奈の指導係に任命する。
指導係にさせられたことに不信感を抱きつつも仕事の一環として厳しい指導を行う志保の下で可奈はレッスンを重ね、そしてバックダンサーとしてではあるが遂に初めてのステージに立つ機会を得る。しかしそこで、可奈は憧れの場だったステージの厳しい現実を思い知らされることになる。
その後、まだアイドルとしてデビューしていない可奈・志保及び箱崎星梨花の3人を対象に、プロデューサーは事務所内でのオーディションを開催し、合格者の2名のみに次回公演でのアイドルデビューの機会を与えることを通達する。可奈は最初は競争に乗り気でなかったが、ある出来事で歌唱力向上のきっかけをつかみ、横山奈緒・七尾百合子・中谷育の強力を得てレッスンに励む。

### 2巻
志保は寝食を惜しんだ個人練習の末にオーディション合格を勝ち取るものの、直後に過労が祟り体調不良で倒れてしまいデビューは一旦白紙となる。繰り上げで可奈がデビューの機会を得ることとなるが、志保と共に行動を続けるにつれて彼女の真摯さを痛感した可奈は、そのデビューを拒むという行動に出る。
迎えた公演当日、体調の回復した志保は星梨花と共にデビューを果たす。可奈も最初は志保を応援することを心に決めていたが、志保たちのアイドル姿を目の当たりにした可奈は思わず悔し涙を浮かべる。その様子を見た、出演者の一人である徳川まつりは、プロデューサーにある提言をする。
公演から5日後、学校や仕事の都合で加入が遅れた白石紬・桜守歌織の2名が「ミリオンスターズ」に合流する。歌の先生としての経験も持つ歌織は、歌唱力がまだまだの可奈に対し、高山紗代子と共に個人指導をつけることになる。
一同を集めたプロデューサーは、既に結成している春日未来・最上静香・伊吹翼のユニット「シグナル」に続くミリオンスターズ第2弾のユニットとして、田中琴葉・所恵美・島原エレナのトリオユニット「トライスタービジョン」、横山奈緒・佐竹美奈子のデュオユニット「ダブルエース」、そして矢吹可奈・北沢志保・箱崎星梨花・高坂海美のカルテットユニット「Clover」の3組の結成を宣言。更に、1ヶ月後にユニットのお披露目の舞台としてユニットデビューライブを開催することを通達する。

### 3巻
卓越した運動神経を持つ高坂海美は、憧れの存在である姉に自分自身の夢を追うように言われたのがきっかけで楽しく踊れるアイドルになったが、自分のダンスに可奈たち他のメンバーがついていけず、"楽しい"とは程遠い現状に違和感を覚えていた。そんな中、かつての恩師であるバレエ教室の講師との会話などを経て、海美は運動面で特に不安を抱える星梨花のサポートをすることを決心する。
デビューを3週間後に控えた週末、「Clover」などの4ユニットが合同レッスンを実施。そのレッスンに、「765PRO ALLSTARS」所属で可奈の憧れのアイドルである天海春香が急遽参加することになる。「Clover」は満足なパフォーマンスをすることができなかったが、劇場の屋上で春香・未来と言葉を交わした可奈はこれまでの出来事を思い出し、アイドルとしての明確な目標を定める。
更に、歌織も定期公演でデビューの舞台を迎える。

### 4巻
ライブが1週間後に迫るが、順調に成長を重ねる可奈・星梨花に対し、保育園児である弟の北沢陸のお迎えなどの家業の手伝いで十分なレッスン時間が確保できない志保は、次第に可奈たちにも後れをとっていくことになる。次第に苛立ちを隠せなくなった志保は、ある朝、陸とのいざこざが原因で陸を大声で怒鳴ってしまい、陸を泣かせてしまう。「家族を守り幸せにする」という、アイドルを志した本来の目的と正反対の惨劇を引き起こしてしまった志保は失意のまま姿を消し、やがてアイドルを辞める決心を固める。
大雨の中、辞意をプロデューサーに伝えるため劇場に向かう志保。そんな志保を発見した可奈は、志保の心を動かすために、オーディションの課題曲であった"はじまりの歌"を志保のために歌う。

### 5巻
ライブ前日、志保は陸に先日の件を詫び、そして翌日のライブを母と共に観に来てほしいと頼む。
そしてユニットデビューライブ当日。オープニングに出演し観客を盛り上げた紬と野々原茜、そして各々の特色を活かしたパフォーマンスで観客を魅了した「ダブルエース」「トライスタービジョン」に続き、いよいよ「Clover」がステージに上がる。それぞれの想いを胸に、4人は歌い踊る。

### 6巻
ユニットデビューライブから2週間後、季節は夏を迎える。一同を集めたプロデューサーは、夏休みの大型企画として「1週間連続公演」の開催を通達し、更にその千秋楽には「ダーク&エレガント」をモチーフとした本格的な演劇公演を行うと発表。そして、その演劇の主要キャストとなる二階堂千鶴・天空橋朋花・百瀬莉緒・所恵美の4名からなるユニット「夜想令嬢」(グレイス・ノクターン)を結成した。可奈も公演に向け意気込むが、直後に志保が可奈に歌の練習・勉強の禁止を言い渡す。
志保の真意を測りかねた結果志保と大喧嘩に発展してしまった可奈、演出家の意向に適う演技ができない恵美は苦しむが、「765PRO ALLSTARS」の双海亜美・双海真美の介入や、琴葉などの諫言・助言を得て、2人は「心からの」歌・演技を届けるという意識を明確にする。

### 7巻
それぞれのユニットで最年長ながら無力感に駆られていた莉緒と海美は、次第に「自分を変えなければ」という意識をするようになり、自分らしくない行動を繰り返していた。歌織や奈緒・美奈子が反対の意思を示す一方で宮尾美也は莉緒たちを温かく見守る中、ある日ショッピングモールに営業にやってきた一同は成り行きから人手不足のサークルを助けるべくヒーローショーに参加することになる。普段のステージとは違う舞台に志保や美也が苦しむ中、莉緒や海美は周囲の状況を汲んだ演技を見せる。
一方、以前から星梨花のアイドル活動に反対していた星梨花の父は、ある仕事での一件をきっかけに劇場を訪れ、プロデューサーに対し星梨花の活動停止・契約解除を申し出る。また、元ロックバンドシンガーのジュリアは、アイドルとしての活動中の路上で偶然バンド時代のメンバーに再会した際、羞恥からその場を逃走してしまうという事件を起こしていた。セレブを自称するもののとある理由ありの過去を持つ千鶴を含めた3人は、アイドルになったという過去の自分の「選択」は誤りだったのではないかという邪念を共通して抱いていた。

### 8巻
定期公演に件の元バンドメンバーを招待したジュリアは、同様に父を招待した星梨花、そして千鶴の協力を仰ぎ、自身が著した望郷歌「スタートリップ」を披露する。
1週間連続公演の開幕まで約1週間となり、「夜想令嬢」の稽古も大詰めを迎えていた。そんな中、恵美は未だによくわからないことの多い朋花について知るため、千鶴や莉緒、更にプロデューサーに助言を求める。プロデューサーは、朋花が以前語った「聖母」としての矜持や心境について恵美たちに語る。
そして、1週間連続公演の初日に「Clover」及び上京当初から仲が良いエミリー スチュアートと共に出演する、北海道出身の木下ひなたは、長らく会っていなかった家族を公演に招待しており、再会の日を待ち望んでいた。
しかし、公演直前に大きなアクシデントが発生。窮地の中、可奈たちは「アイドル」として笑顔をファンに届けるため、知恵を絞る。

### 9巻
ひなたの地元の町で行われる夏祭りのゲストとして出演オファーを受けたひなた・エミリーと「Clover」は北海道に赴き、ひなたの祖母をはじめとする地元住民の歓迎を受ける。
そして、1週間連続公演の千秋楽の日、東京と北海道の地で2つのステージの幕が上がる。ひなた・朋花をはじめとするアイドルたちは、全身全霊のパフォーマンスを捧げる。

### 10巻
新たに、11歳ながら芸能界の経験が長い周防桃子、そして焼肉とバイクを愛する大学生の福田のり子が本格登場する。
季節は秋を迎え、「765プロファン感謝祭」の発表を告知したプロデューサーは可奈・桃子・のり子に対し、互いに「プロとは」「アイドルとは」何かを仕事や経験を通して教え合うよう伝える。
桃子をメインとした再現映像の撮影の仕事や、劇場の清掃などを通して、彼女たちは答えへの糸口を少しずつ掴み始める。
また、番外編の第35.5話では、「夜想令嬢」の演劇公演のサイドストーリーとして、共に脇役で出演した永吉昴と水瀬伊織のストーリーが展開される。

### 11巻
プロデューサーから今の自分が歌うべき歌はどんな歌かという問いを与えられた「765PRO ALLSTARS」の歌姫・如月千早は、オフのある日、仕事帰りで家族と合流した志保と偶然会う。会話を通して志保は、千早の壮絶な過去、そして今の千早が描くアイドル像などについて知る。
一方、のり子は桃子を含めた各アイドルのことをもっとよく知るために一同を集めて懇親会を企画し、美術館鑑賞やプロレス観戦に出かける。しかし、可奈がビデオ店で発見した、桃子が一度芸能界から追われる原因となった過去の出演作「将軍鳥物帖」が原因で桃子はのり子に大きく反感を抱き、桃子とのり子たちの間には大きな亀裂ができてしまう。
続くドラマの仕事でも失敗してしまい失意の桃子に、志保は過去の経験から桃子の頑張りを認める言葉をかける。一方、のり子も我那覇響や馬場このみの助言を得て、桃子に面と向かって謝ることを決心する。

### 12巻
週末、桃子や豊川風花たちは海岸でのグラビア撮影での仕事に臨む。桃子はカメラマンの早坂そらたちの仕事ぶりに、自分だけでなく周囲もプロ意識を持って仕事に臨んでいることを痛感する。一方、今回のような仕事の多い風花は、前職である看護師時代の経験などを基にした自分のポリシーを桃子たちに語る。
同じ日、海美や真壁瑞希たちは温泉施設でのライブの仕事に臨む。アイドルとしては愛嬌がないことを自他ともに認める瑞希であるが、プロデューサーにも認められる計画的に努力を重ねる才能に長けた瑞希はメンバーを引っ張り、ライブを成功に導く。
一方、765プロファン感謝祭の準備も進んでおり、大神環たちは企画への練習に熱を入れる。
そんな中、近頃の可奈の様子がおかしいことに気付いた海美は、可奈が「Clover」の仕事のために、ずっと楽しみにしていた中学校の合唱コンクールへの出場を諦めていたことを知る。

### 13巻
普段から「ロコアート」と呼ばれる前衛的な創作を作っているが周囲には芸術を理解されていないことを悩むロコは、皆の心を動かすロコアートを作ることを誓っていたが、普段自分に干渉しないながらも傍にいてくれる望月杏奈などの協力を得て遂にアートを完成させ、桃子たちの前で披露する。
一方のり子は、徳川まつり・舞浜歩とのテレビ出演の仕事の際、悩みを抱えていることをまつりに察知され、桃子たちと一緒に活動をしてきた中で湧き上がってきた劣等感などについてまつりと歩に語る。
その後、桃子の希望で、ライブ前最後のオフに、のり子と桃子は2人だけのツーリング旅に出発する。

### 14巻
ついに秋の集大成となるライブが始まった。まつり・瑞希、志保・風花、環・杏奈・可奈によるステージを経て、いよいよ千早が「今の自分が歌うべき歌」を求め続けた答えとして、ファンの前で新曲を披露する。そして桃子、のり子の2人はそれぞれのアイドル達の思いや、これまでの経験を胸に「Destiny」を披露する。
場面は変わり、可奈は志保や星梨花、さらには天真爛漫な北上麗花、アイドルのプレゼン動画で人気上昇中の松田亜利沙達と合流し、劇場に向かう。その途中、海美、さらには外国でプロのバレエダンサーとして活躍し、一時帰国していた海美の姉、765プロの先輩アイドル・四条貴音とも出会う。
海美は演劇のオーディションに篠宮可憐とともに受けることとなり、萩原雪歩のサポートを受ける可憐に一緒に練習することを提案するも、可憐に「ライバルだからできない」と断られてしまい、困惑してしまう。後日、海美は改めて可憐を説得しようとするも、可憐のアイドルへの思い、そして海美の姉から思いを託された貴音の言葉を受け、可憐とライバルとして正々堂々勝負することを宣言する。

### 15巻
劇場の地下倉庫へ向かう可憐を可奈と亜利沙が追いかけたが、そこは可憐が一人で考え事をしたい時のために訪れる、秘密基地代わりの場所だった。星梨花、桃子、麗花、静香も集まり、それぞれの思いを打ち明ける。海美はかつて自分が所属していたバレエ教室を訪れ、当時の講師と言葉を交わす。かくしてオーディションを迎え、二人の勝負は決することとなる。
海美と可憐のオーディションと同じ日、麗花、星梨花とともにライブハウスでライブに出演することとなった亜利沙は、出番前にかねてから応援していたアイドル・「水川しぃ」と再会するも、しぃが引退することを告げられてしまう。麗花と星梨花も引退していくしぃの姿を見て、思いを固める。
52人による765プロファン感謝祭から数日後、打ち上げを開くCloverの4人。成長を実感しながらも志保は他のユニットに負けていたことを口にする。そして4人が前に進み「Clover」としてトップを目指すためにある提案を告げ、4人は新たな方向へ向かっていく。その後季節はクリスマスを迎え、志保の家で1か月ぶりに可奈、海美、志保の3人が再会するも、星梨花はその場にはおらず、3人が見つめるテレビの向こう側にいたのだった。
年は明け、志保は映画の撮影、海美は舞台に向け切磋琢磨する一方で、可奈は歌について千早に師事し、亜利沙をきっかけに劇場の皆が始めた動画投稿も毎日行い、新人アイドル達のフリーライブにも参加するなど精力的に取り組むが、努力が報われない日々が続く。

### 16巻
可奈は努力の甲斐あって歌番組への出演と自身のソロ曲発売を打診されるも、同時にCloverの活動再開を延期にすることを提案される。可奈の様子を見かねた海美によって、志保や志保の家族、他のアイドル達が劇場へ集まることになり、それぞれの思いをぶつけ合う。ユニットの中で1人人気を急上昇させていく星梨花がCloverのことをどう思っているか不安になる可奈達だったが、千早と星井美希から星梨花の思いを伝えられる。
一方星梨花は毎日のようにテレビに引っ張りだこになるも、仕事の度に手応えのなさを痛感する日々が続く。番組の収録開始が遅れて空き時間が生まれ、1人になった星梨花はお正月以来久しぶりに劇場へ足を運び、仲間達、そして可奈と久しぶりに再会する。
さらに多忙な星梨花に負担がかからないようスケジュールを調整するなど、52人のアイドル達を支えてきたプロデューサーも過労状態となり、アイドル達が心配するなか限界が訪れる。

## 単行本限定版CD
単行本限定版にCDが付属。ドラマパートのほか、アイドルマスターシリーズのカバー曲や新曲を収録。
1巻限定版
カバー曲は矢吹可奈が歌う『ゲンキトリッパー』、北沢志保が歌う『DREAM』、可奈・志保が歌う『L・O・B・M』を収録。ボイスドラマの出演は矢吹可奈・北沢志保・箱崎星梨花・高坂海美。
2巻限定版
カバー曲は箱崎星梨花が歌う『フラワーガール』、高坂海美が歌う『スマイル体操』、星梨花・海美が歌う『Do-Dai』を収録。ボイスドラマの出演は矢吹可奈・北沢志保・箱崎星梨花・高坂海美・徳川まつり・萩原雪歩。
3巻限定版
カバー曲は矢吹可奈・天海春香・春日未来が歌う『ONLY MY NOTE』、矢吹可奈・桜守歌織・高山紗代子が歌う『MUSIC♪』、横山奈緒・佐竹美奈子が歌う『神SUMMER!!』を収録。ボイスドラマの出演は矢吹可奈・桜守歌織・高山紗代子・大神環。
4巻限定版
カバー曲は箱崎星梨花・松田亜利沙が歌う『i』、矢吹可奈・箱崎星梨花・高坂海美が歌う『Dreaming!』、田中琴葉・所恵美・島原エレナが歌う『チェリー』を収録。ボイスドラマの出演は矢吹可奈・北沢志保・春日未来・田中琴葉・永吉昴。
5巻限定版
カバー曲として白石紬・野々原茜が歌う『キラメキラリ』、矢吹可奈・北沢志保が歌う『メリー』に加え、初のオリジナル新曲となる可奈・志保・箱崎星梨花・高坂海美が歌う『Clover Days』を収録。ボイスドラマの出演は矢吹可奈・横山奈緒・野々原茜・北上麗花・白石紬。
6巻限定版
カバー曲は矢吹可奈が歌う『自転車』、木下ひなたが歌う『チクタク』を収録。ボイスドラマの出演は矢吹可奈・七尾百合子・豊川風花・双海亜美・双海真美。
7巻限定版
カバー曲は高坂海美・宮尾美也が歌う『Vertex Meister』、百瀬莉緒・桜守歌織が歌う『Just be myself!!』を収録。ボイスドラマの出演は北沢志保・最上静香・佐竹美奈子・大神環。
8巻限定版
カバー曲はジュリア・箱崎星梨花・二階堂千鶴が歌う『スタートリップ』、天空橋朋花・所恵美が歌う『聖炎の女神』を収録。ボイスドラマの出演は所恵美・天空橋朋花・百瀬莉緒・二階堂千鶴。
9巻限定版
カバー曲はエミリー スチュアート・木下ひなたが歌う『アマテラス』、天空橋朋花・百瀬莉緒が歌う『カーテンコール』を収録。ボイスドラマの出演は矢吹可奈・北沢志保・木下ひなた・エミリー スチュアート。
10巻限定版
カバー曲は水瀬伊織・永吉昴が歌う『DIAMOND』、矢吹可奈・周防桃子・福田のり子が歌う『Happy!』を収録。ボイスドラマの出演は天海春香・中谷育・箱崎星梨花・松田亜利沙・青羽美咲。
11巻限定版
カバー曲は如月千早・北沢志保が歌う『shy→shining』、周防桃子・福田のり子・望月杏奈が歌う『my song』を収録。ボイスドラマの出演は高坂海美・所恵美・望月杏奈・周防桃子。
12巻限定版
カバー曲は豊川風花・真壁瑞希が歌う『MEGARE!』、矢吹可奈・高坂海美が歌う『キミがいて夢になる』を収録。ボイスドラマの出演は北沢志保・伊吹翼・豊川風花・馬場このみ・福田のり子。
13巻限定版
カバー曲は望月杏奈・ロコが歌う『Bigバルーン◎』、徳川まつり・福田のり子・舞浜歩が歌う『魔法をかけて！』を収録。ボイスドラマの出演は矢吹可奈・北上麗花・ジュリア・ロコ。
14巻限定版
カバー曲は周防桃子・福田のり子が歌う『Destiny』、高坂海美・篠宮可憐が歌う『inferno』を収録。
15巻限定版
カバー曲は箱崎星梨花・北上麗花・松田亜利沙が歌う『I'm yours』、高坂海美・篠宮可憐が歌う『芽吹の季』を収録。
16巻限定版
カバー曲として矢吹可奈・北沢志保・箱崎星梨花・高坂海美が歌う『いっしょ』に加え、2曲目のオリジナル新曲となる可奈・志保・星梨花・海美が歌う『Believe Clover』を収録。

## 書誌情報
- 稲山覚也（漫画）、バンダイナムコエンターテインメント（原作） 『アイドルマスター ミリオンライブ! Blooming Clover』 KADOKAWA〈電撃コミックスNEXT〉、全16巻
  1. 2017年11月27日発売[6][10][11]、通常版 ISBN 978-4-04-893299-8 / 限定版 ISBN 978-4-04893265-3
  2. 2017年12月16日発売[12][13]、通常版 ISBN 978-4-04-893300-1 / 限定版 ISBN 978-4-04-893266-0
  3. 2018年7月27日発売[14][15]、通常版 ISBN 978-4-04-893807-5 / 限定版 ISBN 978-4-04-893808-2
  4. 2018年12月27日発売[16][17]、通常版 ISBN 978-4-04-912105-6 / 限定版 ISBN 978-4-04-912104-9
  5. 2019年6月27日発売[18][19]、通常版 ISBN 978-4-04-912467-5 / 限定版 ISBN 978-4-04-912466-8
  6. 2020年3月27日発売[20][21]、通常版 ISBN 978-4-04-912929-8 / 限定版 ISBN 978-4-04-912930-4
  7. 2020年8月26日発売[22][23]、通常版 ISBN 978-4-04-913136-9 / 限定版 ISBN 978-4-04-913137-6
  8. 2021年1月27日発売[24][25]、通常版 ISBN 978-4-04-913417-9 / 限定版 ISBN 978-4-04-913418-6
  9. 2021年7月27日発売[26][27]、通常版 ISBN 978-4-04-913777-4 / 限定版 ISBN 978-4-04-913776-7
  10. 2022年1月27日発売[28][29]、通常版 ISBN 978-4-04-914008-8 / 限定版 ISBN 978-4-04-914009-5
  11. 2022年6月27日発売[30][31]、通常版 ISBN 978-4-04-914358-4 / 限定版 ISBN 978-4-04-914357-7
  12. 2022年11月26日発売[32][33]、通常版 ISBN 978-4-04-914594-6 / 限定版 ISBN 978-4-04-914595-3
  13. 2023年2月27日発売[34][35]、通常版 ISBN 978-4-04-914742-1 / 限定版 ISBN 978-4-04-914741-4
  14. 2023年7月27日発売[36][37]、通常版 ISBN 978-4-04-915004-9 / 限定版 ISBN 978-4-04-915003-2
  15. 2023年11月27日発売[38][39]、通常版 ISBN 978-4-04-915249-4 / 限定版 ISBN 978-4-04-915250-0
  16. 2024年7月26日発売[40]、通常盤 ISBN 978-4-04-915684-3 / 限定盤 ISBN 978-4-04-915683-6
- 稲山覚也（漫画）、バンダイナムコエンターテインメント（原作） 『アイドルマスター ミリオンライブ！ Blooming Clover [encore]』 KADOKAWA〈電撃コミックスNEXT〉、全2巻
  1. 2024年7月26日発売[40]、ISBN 978-4-04-915683-6
  2. 2025年1月27日発売[41]、ISBN 978-4-04-916214-1